# Хортиця (Запорізький район)
Хо́ртиця — село в Україні, в Запорізькій області, Запорізькому районі. Входить до складу Долинської сільської громади.

## Географія
Село Хортиця знаходиться на правому березі річки Верхня Хортиця, за 2 км від русла річки Дніпро - Старий Дніпро, примикає до міста Запоріжжя.

## Історія
Створене постановою ВРУ від 18 грудня 2008 року № 772-VI.
До 2016 року було у складі Долинської сільської ради.